# Micropsitta meeki
Il pappagallo pigmeo di Meek (Micropsitta meeki) è un uccello della famiglia degli Psittaculidi, endemico di Papua Nuova Guinea.